# Liste der Monuments historiques in Gouesnou
Die Liste der Monuments historiques in Gouesnou führt die Monuments historiques in der französischen Gemeinde Gouesnou auf.

## Liste der Bauwerke
| Bezeichnung                   | Beschreibung                           | Standort               | Kennzeichnung | Schutzstatus | Datum | Bild           |
| ----------------------------- | -------------------------------------- | ---------------------- | ------------- | ------------ | ----- | -------------- |
| Ruinen des Château de Mesléan | Schloss, erbaut im 16./17. Jahrhundert | (Lage)                 | PA00089970    | Inscrit      | 1975  | weitere Bilder |
| Kirche St-Gouesnou            | Erbaut im 17. Jahrhundert              | Rue de l’Église (Lage) | PA00089971    | Classé       | 1914  | weitere Bilder |

## Liste der Objekte

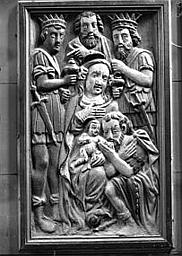
Retabel (17. Jahrhundert) in der Kirche St-Gouesnou

- Monuments historiques (Objekte) in Gouesnou in der Base Palissy des französischen Kultusministeriums